# August Kühn (Politiker)

August Kühn

August Kühn (* 25. Oktober 1846 in Altenlohm; † 18. März 1916 in Ober-Langenbielau, Schlesien) war ein sozialdemokratischer Journalist und Politiker der frühen SPD.

## Leben
Der Vater war ungelernter Arbeiter. Kühn machte nach der Volksschule eine Lehre als Schneider. Während des Deutsch-Französischen Krieges war er Kriegsteilnehmer. Nach der Ausrufung des Deutschen Kaiserreichs arbeitete Kühn im erlernten Beruf. Von 1874 bis 1890 war er selbstständiger Schneidermeister in Langenbielau.

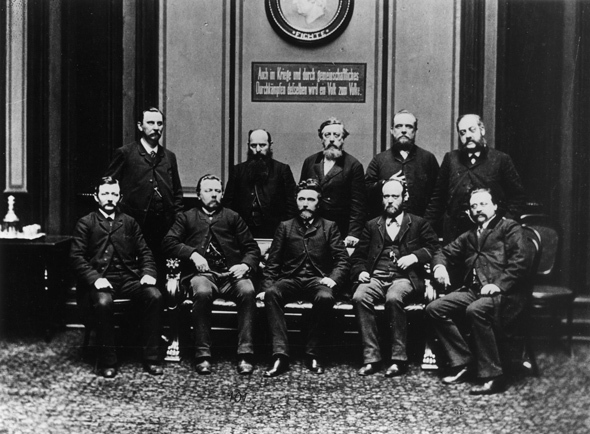
Mitglieder der sozialdemokratischen Reichstagsfraktion 1889. (sitzend von links aus gesehen: Georg Schumacher, Friedrich Harm, August Bebel, Heinrich Meister und Karl Frohme. Stehend: Johann Heinrich Wilhelm Dietz, August Kühn, Wilhelm Liebknecht, Karl Grillenberger, und Paul Singer)

Kühn trat 1867 in den Allgemeinen Deutschen Arbeiterverein ein und wechselte 1872 in die stärker am Marxismus ausgerichtete SDAP, die sich 1875 nach inhaltlicher Kompromissbildung mit dem ADAV zur Sozialistischen Arbeiterpartei (SAP) vereinigte.
1874 trat Kühn auch der Gewerkschaft bei. Seit diesem Jahr kandidierte er mehrfach vergeblich in Wahlkreisen in Niederschlesien für den Reichstag, auch während der repressiven Sozialistengesetze zwischen 1878 und 1890. Im Jahr 1889 erlangte er wohl über eine Nachwahl erstmals für den Wahlkreis Breslau 7 ein Reichstagsmandat. Nach der Reichstagswahl von 1890 schied er zunächst aus dem Parlament aus.
In dieser Zeit, als nach Aufhebung des Sozialistengesetzes die SAP in SPD umbenannt worden war, wurde Kühn Verleger, Geschäftsführer und war zeitweise auch Redakteur der Zeitung Der Proletarier aus dem Eulengebirge in Oberlangenbielau. Wegen der in dem Blatt geäußerten sozialdemokratischen Ansichten wurde er zu zahlreichen Strafen wegen Pressvergehen verurteilt. Darunter befand sich auch ein Urteil über sechseinhalb Monate Gefängnis wegen Majestätsbeleidigung.
Von 1893 bis 1907 vertrat er den Wahlkreis Breslau 11 (Reichenbach-Neurode) als Kandidat der Sozialdemokratie. Nach einer Unterbrechung kehrte er 1912 erneut in den Reichstag zurück, dem er bis zu seinem Tod angehörte.